# Propalaeomeryx
Propalaeomeryx es un género extinto de jiráfido. Fue nombrado por primera vez por Richard Lydekker en el año 1883.